# Anni 1530
Gli anni 1530 sono il decennio che comprende gli anni dal 1530 al 1539 inclusi.

## Eventi, invenzioni e scoperte
- 1533: Enrico VIII sposa Anna Bolena, dalla quale avrà solo una figlia, la futura regina Elisabetta I.

## Personaggi
- Enrico VIII
- Nasce Felipe Guaman Poma de Ayala – cronista peruviano.